# Festival international du film de femmes de Salé 2017
 (mai 2017).
Si vous disposez d'ouvrages ou d'articles de référence ou si vous connaissez des sites web de qualité traitant du thème abordé ici, merci de compléter l'article en donnant les références utiles à sa vérifiabilité et en les liant à la section « Notes et références ».
La onzième édition du Festival international du film de femmes de Salé (FIFFS), s'est tenue du 25 au 30 septembre 2017,

## Palmarès
- PRIX D’INTERPRÉTATION MASCULINE : Meinhard Neumann  dans  Western de Valeska Grisebach (Allemagne)
- PRIX D’INTERPRÉTATION FEMININE : Paulina García dans La Fiancée du désert de Cecilia Atàn et Valeria Pivato (Argentine, Chili)
- PRIX DU SCENARIO : Rama Adi, Garin Nugroho, Mouly Surya pour Marlina, la tueuse en quatre actes de Mouly Surya (Indonésie)
- Prix du jury : Ava de Léa Mysius (France)
- Grand Prix : Été 93 de Carla Simón (Espagne)